# Charles-François de Vintimille du Luc

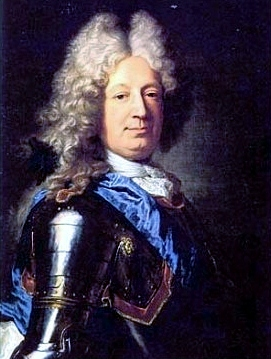
Carlo Francesco Ventimiglia du Luc, in un ritratto di Hyacinthe Rigaud

Carlo Francesco Ventimiglia du Luc (Le Luc, 7 luglio 1653 – Savigny-sur-Orge, 19 luglio 1740) fu Marchese di Arcs, Martre, Vins-sur-Caramy e Savigny-sur-Orge, Visconte di Marsiglia, Conte di Ventimiglia e di Luc, Signore di Villiers-sur-Orge. Era il figlio di François de Vintimille, Signore di Luc, e di Anne de Forbin.

## Biografia
Carlo Francesco fu Luogotenente Generale di Provenza, Governatore di Porquerolles, Ambasciatore e Ministro Plenipotenziario di Luigi XIV di Francia e Luigi XV di Francia in Svizzera e Austria, Consigliere di Stato di Spada nel Regno di Francia, Commendatore dell'Ordine di San Lazzaro, dell'Ordine di San Luigi e dell'Ordine dello Spirito Santo. 
Il Ventimiglia fu in gioventù, tra l'altro, moschettiere del re e comandante nella flotta francese. Divenne il mecenate del poeta Jean-Baptiste Rousseau, il quale gli dedicò una famosa ode. Alla pace di Baden (1714), alla quale si presentò con un seguito di 300 persone, cercò di propria iniziativa di conquistare il consenso degli inviati imperiali per restaurare il potere dei cattolici svizzeri. Nel 1715 convinse il re di Francia a un'alleanza separata con i Cattolici, alla quale aggiunse, senza autorizzazione, una clausola segreta (Trücklibund) che assicurava il sostegno della Francia e la restituzione dei territori conquistati dai Francesi in caso di intervento.